# アンダーカヴァー・オブ・ザ・ナイト
「アンダーカヴァー・オブ・ザ・ナイト」(英語: Undercover of the Night)は、1983年に発表されたローリング・ストーンズの楽曲。作詞作曲はミック・ジャガーおよびキース・リチャーズ。アルバム『アンダーカヴァー』収録。

## 解説
アルバム『アンダーカヴァー』からの第1弾シングル。実質的にはジャガー単独で書かれた曲で、歌詞についてジャガーはウィリアム・バロウズの小説「Cities of the Red Night」からの影響を受けていることを明かしている。ヒップホップの要素を取り入れたダンサブル・ナンバーで、スライ&ロビーのスライ・ダンバーによるパーカッションと電子ドラムがアクセントとなっている。ブアイアン・マクギーがリミックスを施したダブ・バージョンも存在し、12インチシングルとしてリリースされている。
シングル・チャートでは全米9位、全英11位という成績を残したが、本作を自信作としていたジャガーにはこの結果は不満らしく、「露骨に政治のことを歌うといまいち売れないんだよな」とコメントしている。一方でリチャーズは「これは俺たちのベストと呼べるものではない」とこの曲を嫌っている。コンサートでは本作の発表から直近の1989年のツアーで初披露され、その後1994年から1995年、1999年、2002年および2006年のツアーでも披露されている。

## プロモーション・ビデオ
この曲のプロモーションビデオは2バージョンが制作されている。1つは歌詞の世界観を反映したドラマ仕立てになった映像で、ジャガーがテロリスト集団に誘拐される男と、それを追いかける刑事役の2役を、リチャーズがそのテロリスト役をそれぞれ演じている。映画並みの手の込んだ演出がなされているが、この映像は途中の布をかぶされた男が射殺されるシーンが過激すぎるとして、一部の放送局で放送禁止となった。2つ目はメンバーによる演奏シーンのみを抜き出したバージョンで、放送にはほとんどこちらの方が使用された。監督はジュリアン・テンプル。いずれの映像もYouTubeのストーンズ公式ページで視聴できる。

## レコーディング・メンバー
- ミック・ジャガー – ボーカル[5]
- キース・リチャーズ、ロン・ウッド – エレキギター[5]
- ビル・ワイマン – ベース[5]
- チャーリー・ワッツ – ドラムス、パーカッション[5]
- チャック・リーヴェル – キーボード[5]
- スライ・ダンバー – パーカッション、電子ドラム[5]